# Wilfried Haselberger
Wilfried Haselberger (* 18. März 1940) ist ein ehemaliger deutscher Fußballschiedsrichter.
Der aus Reutlingen stammende Unparteiische, der 1958 mit dem Schiedsrichtersport begann und dem SV Degerschlacht angehört, leitete von 1972 bis 1977 als bisher einziger Spitzenschiedsrichter der Schiedsrichtergruppe Reutlingen 33 Spiele der Fußball-Bundesliga. Er war in dieser Zeit auch Assistent bei mehreren internationalen Einsätzen, wie UdSSR-Frankreich oder Spanien-Argentinien. 1974 amtierte er beim deutschen Pokal-Endspiel Schalke 04-1. FC Kaiserslautern an der Linie. Er war bereits ab 1971 neben den Spielleitungen in der Regionalliga Linienrichter in der 1. Bundesliga bei Heinz Aldinger und Fritz Seiler.
Von 1977 bis 1981 gehörte er dem Verbandsschiedsrichterausschuss des Württembergischen Fußballverbandes an und war von 1980 bis 1988 Bezirksvorsitzender und Bezirkspokalspielleiter des Fußballbezirks Alb. 2004 ernannte ihn die Schiedsrichtergruppe Reutlingen zum Ehrenmitglied.